# Meteorus indagator
Meteorus indagator är en stekelart som först beskrevs av Riley 1872.  Meteorus indagator ingår i släktet Meteorus och familjen bracksteklar. Inga underarter finns listade i Catalogue of Life.